# Ljubomir Davidović
Ljubomir Davidović, cyr. Љубомир Давидовић (ur. 12 grudnia?/24 grudnia 1863 we Vlaškim Polju, zm. 19 lutego 1940 w Belgradzie) – serbski i jugosłowiański nauczyciel i polityk, dwukrotny premier Królestwa Serbów, Chorwatów i Słoweńców.

## Życiorys
Pracował jako nauczyciel w gimnazjum. W 1901 roku uzyskał mandat parlamentarny. W 1902 roku współtworzył partię Samostalna narodna stranka. W 1904 roku dołączył do rady ministrów (oświata, sprawy wewnętrzne). Rok później był przewodniczącym serbskiego parlamentu. W 1917 roku uczestniczył w przyjęciu Deklaracji z Korfu.
Po I wojnie światowej, w 1919 roku, został przewodniczącym partii Jugoslovenska demokratska stranka. W latach 1919–1920 i 1924 pełnił funkcję premiera Królestwa Serbów, Chorwatów i Słoweńców. Był przeciwnikiem dyktatury 6 stycznia. Po 1935 roku był liderem zjednoczonej opozycji. Nie aprobował serbsko-chorwackiego porozumienia (sporazumu) końca lat 30.